# Amphisbaena occidentalis
Amphisbaena occidentalis là một loài bò sát trong họ Amphisbaenidae. Loài này được Cope mô tả khoa học đầu tiên năm 1876.